# BALDR SKY
『BALDR SKY』（バルド スカイ）は、戯画から発売された18禁サイバーパンクアクションアドベンチャーゲーム。
戯画のTEAM BALDRHEADによって製作されているBALDRシリーズの一つ。従来のシリーズと物語上、直接的な繋がりはない。作品は2部構成になっており、2009年3月27日に第1部『BALDR SKY Dive1 "Lost Memory"』が、2009年11月27日に第2部『BALDR SKY Dive2 "RECORDARE"』がそれぞれ発売された。翌2010年9月24日に、本編のファンディスク『BALDR SKY DiveX "DREAM WORLD"』が発売されている。
更に、2013年09月27日には「灰色のクリスマス」から門倉甲の記憶喪失までの間に別の場所で起こった出来事を綴る『BALDR SKY "ZERO"』が、2014年03月28日にはその続編となる『BALDR SKY "ZERO" 2』が発売された。

## システム
BALDRシリーズ特有のアドベンチャーゲーム＋見下ろし型2Dアクションゲームという構成になっている。
アクションパートは前作「バルドフォース」のスタイルを継承発展。より3Dに近いシステム下で、前後左右だけでなく上下も加えた戦闘マップ上を縦横無尽に立ち回り、最大14種の射撃や近接攻撃を繋げながら多数の敵を次々と撃破してゆく、ハック&スラッシュ系のロボットアクションゲームに仕上げられている。
アドベンチャーパートについても主人公の過去・現在の二つの視点で物語が展開され、さらに、それぞれのパートでも現実世界での出来事とネット上の仮想空間の出来事が存在するという多層的な構造になっている。
Dive1、2ともに攻略ルートは固定されており、クリアデータを継承しながらレイン→菜ノ葉→千夏→（記憶遡行）→亜季→真→空の順にシナリオを進めてゆくこととなる。それぞれのルートには多数の伏線が存在し、シナリオ内でマスクされた情報や世界観を貫く謎は一時に明かされはせず、シナリオの進行や再プレイでの別選択によって徐々に解き明かされていく。最短でも最終シナリオである空ルートを二週した時点で全ての謎が詳らかになる作品構造となっている。
また、バルドフォースではエッセンスに過ぎなかった並行世界の概念が物語の根幹に組み込まれ、グレイ・グーやデザイナーズ・チャイルド、生体脳へのハッキングなどのガジェットを絡めた、よりSF性を高めた壮大なストーリーが展開される。

## ストーリー
主人公の門倉甲は、桐島 レインの呼びかけで目覚める。
自分が仮想空間（バーチャルスペース）内にいることに戸惑いながらも、愛機であるシュミクラム「影狼（カゲロウ）」を操って訳もわからぬままなんとか死地を脱した甲はレインのサポートによって仮想空間から現実世界への離脱（ログアウト）に成功する。
彼は星修学園に通い、如月寮で義理の姉とも慕う再従姉妹の亜季、悪友の雅や千夏、幼なじみの菜ノ葉、そして空と真の姉妹達と楽しく過ごしていたことを覚えていたが、今の彼の目の前には、彼の知っている街並みとは似ても似つかぬ、病的に荒廃しきった都市「清城市」の姿が広がっていた。
また、記憶の混濁に苦しむ甲に突きつけられた「今」の現実は、彼はもはや学生ではなく数年後の世界におけるベテランの軍人であり、しかもかつての自分が忌み嫌っていた父親と同じ傭兵として、そして凄腕のシュミクラム乗りとして、「灰色のクリスマス」という事件の真相を追い、部下のレインと共に世界中の戦場を駆け巡っているというまったく理解し難い内容であった。
原因不明の記憶の損傷により、世界がこうなった理由も、己が戦場にいる理由もすべて忘却してしまった甲だったが、レインの導きと違法外科医・ノイの治療、そして避け得られぬ数々の戦いを通じて徐々に記憶の断片を取り戻し、自らの過去と現在に起こった出来事を思い出すとともに、やがて失われた記憶に秘められた、すべての真相へと近づいてゆく。

## 世界観・用語
シュミクラム
仮想空間で論理戦闘や障壁破壊・破壊工作・メンテナンス・システム防衛等を行うための大型有人ロボット型プログラミングツール。パイロットは「移行（シフト）」というプロセスを経て電子体をシュミクラムへと「変身」させ、身体操作そのままに操縦を行う。対義語は除装で、シュミクラムから電子体へと速やかに回帰する。一方で、性質上存在する必要のないコクピットブロックがあらゆるシュミクラムの内部に設定されており、これを通じて外部から強制除装を行うこともできる。
戦闘やトラップ等によりシュミクラムが重度の損傷を受けた場合、パイロットは強制的に除装される。さらにリミッターがかかっていない領域でシュミクラムが完全破壊された場合、電子体の場合と同様にパイロットは脳死する。
ウイルス
仮想空間上であらかじめ入力された命令に従って自立機動するロボットプログラムであり、シュミクラム同様メカニカルな外見を持たされている。今日のコンピュータウイルスとは異なり、自己増殖機能や感染機能は持っていない。破壊活動や電子撹乱のみならず、警備や護衛、シュミクラムの戦闘支援、拠点防衛等、ロボットとしての特性を生かして多種多様に運用されている。大抵のウイルスは電子体以上シュミクラム未満のサイズにとどまるものの、拠点防衛用のウイルスのように純粋に軍事兵器として特化した機体の場合、シュミクラムの数倍の巨体を誇るものもいる。
ドローン
パイロットなしで自律戦闘あるいは他者からの遠隔操作が可能な無人シュミクラムの総称。機能面ではウイルスに似るが、シュミクラムを利用している点で大きく異なる。無論、コクピットブロックには誰も存在していない。
電子体（でんしたい）
仮想空間上における身体。脳チップを通じて現実の姿と常にリンクしており、姿や名前を詐称することは出来ない。もしツールを用いたとしても、容易に本体の姿を認識することが出来る。AIが人を公正に観測して形成されるものであることから、複製や偽造も「本来は」不可能である。
ただし、作中に1名のみ、上記の原則を逸脱した電子体が存在する。
仮想空間において電子体が損傷を被った場合、実体にも影響が及ぶ。リミッターなしで負傷した場合はその規模に比例する幻肢痛が残る他、致命傷を受けた場合は脳死に至る。
逆流現象
没入中の肉体に損傷が生じた際、AIによる観測結果を反映して仮想空間での肉体にも脈絡なく同じダメージが及ぶ現象。
離脱（ログアウト）
没入（ダイブ）に対し、仮想空間から実体へと意識を戻すこと。本来は簡単なコマンドで行えるものの、仮想空間上に設定された離脱不能地帯や離脱を妨害する電子アイテム、あるいは妨害（ジャミング）等により、離脱が不能となる場合も存在する。離脱不能地帯を離れるか、電子アイテムを解除・破壊することが困難である場合、コンソールのシステムを通じた強制離脱（アボート）や肉体から物理的に接続端子を引き抜く回線切断（ディスコネクト）が必要となることもある。
リミッター
仮想空間上での感覚を実体にフィードバックさせるにあたってのリスク回避設定システム。座標規模によって制限が行われる。リミッターが下がるほど触覚や嗅覚・味覚といったネット上で経験する感覚はより現実へと近づく代わりに、痛みや肉体損傷などもより強くフィードバックされるリスクを負う。一般人を対象とした行楽地や都市部ではリミッターは強く設定され、会員制の都市など安全性の高い領域や無名都市のようにアンダーグラウンドな場所ではリミッターは排除される傾向が強い。また、一般利用を想定していない構造体内部ではもともとリミッター自体が存在しない。
電子体アイテム
仮想空間で利用できるガジェット。医薬品や衣類、アクセサリ、ナノ物質、銃火器、拘束具等、ありとあらゆるオブジェクトが存在する。現実世界での実体がそのまま持ち込めるものと、仮想空間上でのプログラムデータとしてのみ存在するものとの二種類に分かれる。
なお、アイテムリストに水着を常備しておくのは乙女としての常識であるらしい。
構造体
仮想空間上において種々の機器の制御システムを具象化させたもので、いわば建造物の電子体と呼ぶべき存在である。アーク本社構造体や星修学園構造体のように既存の建造物の写し身となっているものも存在するが、管理の関係などから本体は小型チップや電子回路・備え付けコンソールに過ぎないにもかかわらずゲーム中ではそのまま戦闘マップとなるほどの巨大な建造物の姿を取る構造体も存在する。内部には物理障壁や攻性防壁（ブラックアイス）といった防衛設備のほか、電子体専用の通路や居室、仮想的管理コンソールが備えられ、迷宮のごとき有様を示している。
AI
作中内にて、電脳世界を管理し、仮想空間をシミュレートし続ける存在。ごく一部の人間のみ、彼らと完全なコミュニケーションを図ることができる。
その実体は自己進化を続ける粘菌めいたバイオチップの集合体『生物学的AI』『有機AI』であり、世界各所に散在しつつ量子通信によってデータリンクを行っている。
進化の過程で偶発的に知性を獲得した後、恐竜的進化を遂げて遂には感覚質（クオリア）を獲得し、「異種知性体」と呼び習わすべき存在へと到達。人類に対する公平な観測者としての立場を守りながら、人類の友たるべく、主に情報処理分野において協力を行っている。
大規模な仮想システムの中に多数の人格を形成しており、それらが討議を行いながら時に人格消滅、時に新規人格発生を図り、常に発展を続けている。作中でも「マザー」や「イヴ」といった人格が登場するものの、彼らの本質は群体であり、個の概念が存在しないことから彼らの精神構造や価値観は人類とは大きく異なったものとなっている。
対して、『バルドル・マシン』を代表とする『機械的AI』、『無機AI』も存在するが、これらは有機AIと比較した時データ容量と処理速度こそ上回っていたものの、最終的に感覚質（クオリア）を獲得できなかったが故に機械の領域・哲学的ゾンビの制約を超克することが出来ず、学園時代の時点ですでに覇権を有機AIに明け渡している。また、今後も無機AIが感覚質を獲得し得ないことはすでに有機AIが拡張されたゲーデルの定理を用いて証明を済ませている。よって、作中でAIと言い表す時、それはほぼ全てが有機AIを指しており、一部のパロールでバルドルシステムを指す場合を除き、無機AIを指すことはない。
人類が初めて遭遇した異種知性体であることもあり人類社会からの彼らに対する反応・印象は統一がもたらされておらず、親AI派（蔑称：エイリアニスト）と反AI派（蔑称：パラノイア）の抗争が絶え間なく続いている状況にある。
仮想空間の奥には”エスの海”と呼ばれる、AIがまだ整理できていない莫大な観測情報が渦巻く領域が存在している。ここは、量子通信を介して無数に分岐する並行世界とも密かに繋がっており、極めて高度なスキルを備えた情報管理者ならば望むがままに情報を得ることができる一方、彼らをもってしても自我を侵食され狂気に陥るリスクを伴う、非常に危険な場所となっている。
バルドルマシン
地球統合政府が開発した無限のライブラリとデバイスを持つ自立成長型推論ネットワーク。作中では「バルドルシステム」とも呼称される。オリジナルは上海、ハバロフスク、フィラデルフィア、コスタリカ、サウジアラビア、清城市に設置された。かつての統合戦争では主力だったが、現在では有機AIが主流となっているため、旧世代のシステムと見做されている。現代編時点では清城市の個体を含めた五台が現存している。
単体では有機AIを超える計算能力を持つが、無機AIであるため有機AIが有するクオリアを持たない。また、解を持たない問題の解を求めさせようとすると問題に解がないことを証明できずにフリーズしてしまう（「ゲーデルの不完全性定理」）ため、クオリア獲得に至り得ない致命的な構造的欠点を抱えている。
清城市のバルドルマシンはかつてDr.ノインツェーンがルネサンス計画時より専用機として使用していたものであるが、彼が死亡した後に内部データの回収及び破棄、再設定が行われ、現在ではアーコロジーの管理に再利用されている。
星修学園（せいしゅうがくえん）
主人公、甲が通う学園。州都の近郊に位置し、一帯はこの学園を中心とした学園都市となっている。
橘聖良により設立された学術機関であることからAI支持派が主流として受け入れられており、後述のセカンドも多数在学・在籍している。高度な研究者のみならず、AIに授業の講師を任せるなど先進的な教育を取り入れ、また一般人が受けられる授業も多数開講している。仮想空間上では星型の美しい構造物の姿をとっている。
星修学園都市は豊かな自然の残された都市であるが、若者が遊ぶようなところは少なく、デートや買い物となると電車を使って近隣の蔵浜市まで足を伸ばす必要がある。
「灰色のクリスマス」の際にグングニールによる砲撃で徹底して破壊され、ナノ物質による汚染リスクを防ぐために封鎖地区として指定を受ける。数年後の現在においても廃墟のまま厳重に監視されており、進入こそ不可能ではないものの、外部に退出する際にパトロールに見つかれば無警告で即時射殺され、遺体も速やかに焼却処分される。
セカンド
第二世代（セカンド）の脳チップを備えた、よりネット環境に適合した人間。首筋に神経挿入子（ニューロ・ジャック）が2つ備えられているのが特徴。旧世代の脳チップとは異なり、端末を使用しない無線での常時ネット接続、仮想世界への没入（ダイブ）が可能。また、防壁等といった様々な電脳機能も強化されている（ただし、安全のため、識者は没入する際には可能な限り有線（ワイアード）を用いることを推奨している）。
脳外科手術を用いて脳チップを移植する旧来の第一世代とは異なり、主に幼少期にナノマシンを注入することで脳内にバイオチップを代謝形成している。また、大半のセカンドは、後述のアーク・インダストリー社製のチップを保有している。現代ではまだ旧世代より数が少なく、その特性故に特別な扱いを受けている面がある。
鳳翔学園（ほうしょうがくえん）
全寮制で規律の厳しいエリート校で、反AI派の牙城とでも言うべき学園。
厳しい校則と保守的な気風が売り物であり、裕福な家庭の子供ばかり（これにはセカンドも含まれる）が在学している。また、少なからぬ数のデザイナーズ・チャイルドが在籍していることでも知られている。
上記の通り非常に閉鎖的であり、学園関係者以外が発見された場合は即刻つまみ出される。星修学園とは対照的な校風であり、尚且つ地理的にも近隣なだけあって犬猿の仲となっている。
やはり「灰色のクリスマス」での砲撃の結果、現在は消滅している。
デザイナーズ・チャイルド
『被造子』とも呼ばれる、受精時点で遺伝子操作を受けた人工改良人種。常人よりも高い身体能力や知能、美貌を持たせようとして遺伝子改良を受けて生み出された者、過去の人物を再生する目的でクローン的に生み出された者、あるいは特定の目的のため特殊な遺伝子を持たされた者等、様々なタイプが存在する。
遺伝子改良を受けたタイプは概してエリート意識が強く、ときにジルベルトの様に一般人を下等生物と見下す者もいる。しかしながら人格の破綻や精神異常等の問題が相次いだため、のちに遺伝子改良処置は禁止されることとなった。また、身体能力の高さの結果スポーツや学問で公平性を破壊したことから一般人からの反感もみられ、ミュータントやモンスターなどと揶揄されることもある。
電脳症（でんのうしょう）
正式名称は「電脳性自我境界線喪失症(Cybernetics Ego Boundary Disorder/CEBD)」。
仮想空間において、通常起こり得ない様々な症状を引き起こす原因不明の不治の病の総称。幻覚を見たり、人の思考やデータを読み取ったり、自分の思考が他人に伝わってしまったりと、その症状は個人により差異がある。
周りに影響を与えないように発症者をネットから分離してしまうと心理的、肉体的に過度の負荷が掛かり速やかな死にいたってしまい、逆にネットと繋がっていても徐々に症状のコントロールが出来なくなり、心身が擦り減っていってしまう。このダブルバインドを回避するために専門医による定期的な診察が患者に対しては必須となる。
　現実恐怖症世代（RPG）
「Reality Phobia Generation」の略で、所謂ネット引きこもり。すでに学園編の時点でも社会問題として懸念視されていた。端的に言えば、西野亜季がこれにあたる。対象者は数日～数年にわたり主体的に仮想空間に潜り続け、現実空間に回帰しようとしない。コンソールの発達が引き起こした弊害とも言える。
如月寮（きさらぎりょう）
甲や仲間たちが暮らしている寮（DiveXではレインも入居する）。
今の時代には珍しい、レトロな木造建築を模した外観をしている。
かつては多数のギーク的生徒で賑わっていたものの、過去に起こった事件から甲・雅・菜ノ葉が入学した際には亜季だけが入居していた。一方で、物語の進行に従い複数の学生が転居し、次第に賑やかになっていく。
ちなみに、玄関はこの時代では既に見られない引き戸であり、誰もが一度は自動ドアだと思い込み、顔面をぶつける。
清城市（すずしろし）
甲が目覚めた現代世界で主な舞台となる都市。また学園時代からレインが住んでいた街でもある。
天空までそびえたつ巨大なアーコロジー（環境建築）を中心とした超近代都市。
しかし、「灰色のクリスマス」以後の世界情勢の悪化から、都市の下層や周辺はスラム街と化しており、貧民層や犯罪者達の巣窟になっている。都市の外側には荒廃した街並みが広がっており、このスラム街を中心にAI派、反AI派のテロ活動が頻発している。
また、清城市の住人の7割が正式な市民権を持たず、社会保障も受けられていない。闇市も開かれており、各種武器弾薬や密造ナノなどを始め、多彩で危険極まりない代物が売買されている。
地下には旧世代の地下街に旧軍の軍事シェルター、遺棄された下水道や鉄道跡があり、市当局でも完全に把握し切れない魔窟と化している。
ミッド・スパイア
地上1000m超の巨大建造物で、清城市の中心に屹立する清城市のシンボル的存在。レインのかつての住居もこの中に存在する。
周囲とは隔絶されたアーコロジーとなっており、その中に調整された自然環境、外の世界では味わえない人工の陽光、豊かな物資、整った治安体制と、ある意味理想的な近未来都市である。清城市の人口の2割と富の70%が集約されている。
小さな都市がすっぽりと収まるくらいの大きさを誇り、一部の富裕層のみに居住権が与えられている。
この都市を管理しているのは地下に設置された、世界に５台しか存在しないオリジナルのバルドル・マシンのうち一台で、市当局の管理下にある。
一方で、ミッド・スパイア内ではニュース・ネット問わずで情報統制が行われ、仮想空間への没入さえ一部規制を受けている。
CDF（City Defending Force/都市自警軍）
清城市市長の管轄にある、都市を守る警察機構。
治安維持組織としてある程度の武装、人員、能力を有するが、上層部の腐敗もあって最低限の予算しか与えられておらず、また電脳刑事に貸与されるシュミクラム「晴嵐」は性能より乗員の安全性を重視した設計となっている。そのため、現場職員たちの職務意識こそ非常に高いものの、半ば代理戦争的に仮想空間での武力抗争が激化している昨今ではなかなか思うように仕事ができていない歯がゆい現実がある。
AIに対しての主義主張は特には無い。
地球統合政府（Gloval-Union、GU）
地球全域を統治する政府機関。作中では単に統合と呼ばれ、政府首脳部を統合中央と呼ぶことが多い。かつての国々が州（くに）として編入されている事から連邦制国家と思われる。
かつての反統合勢力との大戦時では地球の一部地域しか統治していない存在だったが、対地射撃衛星群グングニールにより反統合勢力を降伏させ、地球全域を統一した。この際、反統合が統合のAIネットワークに対抗するために生み出した装置「ノインツェーン」は統合政府に接収後、人権を与えられている。
大戦で疲弊した地球の再生を目的とし、Dr.ノインツェーンを責任者としてルネサンス計画を実施したが、ノインツェーンの歪んだ欲求もあり地球環境を回復させるには至らずに頓挫した。現状の地球統一も対地射撃衛星群グングニールの恐怖により成されたと考える向きが現在でも少なからず残っており、統合へ強い反発心を持つ武装組織や統合政府の将来的な分裂を見越した活動を行っている政治勢力、反統合勢力の邪悪な遺産を得て反旗を翻そうとするカルトも世界各地に蠢いており、紛争や内乱が絶えない。
GOAT（Global-union Observation Artificial-intelligence Team/統合軍対AI対策班）
AIの監視、且つ有事におけるその鎮圧を目的とした地球統合政府の軍組織。清城市の政情悪化に伴い、先遣部隊の後に主戦力が駐屯部隊として派遣された。物語時点での長官は桐島勲少将。
工作部隊、陸戦部隊、シュミクラム部隊を持つ他に、AIに依存することのない指揮系統や索敵方法を保持しているなど、その武装、人員、軍事能力は凄まじく、CDFとは比較にならない。
対AIの任務に従事する事から、反AI的な思考を支持する者が多い。
グングニール（対地射撃衛星群）
地球静止軌道上に展開している地球統合政府軍の防衛システムであり、先の大戦を終結に導く切り札ともなった統合軍の守り神（ピースメイカー）。
対地レーザー攻撃衛星群を中核として構成された、地球の全地域を攻撃可能な戦略兵器である。その全力射撃は核に匹敵すると言われており、核に替わる軍事抑制力となっている。現在の地球統合政府による世界統治を支えている存在である。
後述の「灰色のクリスマス」ではアセンブラ汚染地域に対してグングニールの斉射が行われ、住民ごと都市が焼き払われた。
『BALDR SKY ZERO』では地球統合政府と反統合勢力の前線だった東南アジア前線で『グングニール』の実戦投入が行われた事が語られている。
大戦
当時地球上の一部の地域しか支配していなかった地球統合政府と反統合勢力との全世界的な戦争。資源やAIの存在等技術面で有利な統合側の勝利が有力視されていたが、反統合連合が極秘試作兵器である『ノインツェーン』を投入し、統合の誇るAI網『バルドルシステム』と互角の情報戦を演じた事から戦況は膠着、最終的に『グングニール』による地上制圧によって学園編の10年前に反統合連合側が投降し人類が生存可能な環境の7割を汚染しながらもひとまず戦争は終結した。
この戦争によって宇宙開発計画をはじめ、人類のフロンティアパスファインドは全て中止に追い込まれ、仮想空間への依存が増大したともされている。
アーク・インダストリー
清城市の外れにある、仮想空間をビジネスとした商材によって莫大な利益を上げた新鋭企業(エッジ)。
その事業は幅広く、本丸のAI事業や仮想空間クリエイト事業、仮想空間を彩り豊かにするNPCやシュミクラム・ウイルスの開発、会員制の仮想都市の提供、更には大半のセカンドに埋め込まれている脳チップの開発、生産等をも手掛けている。
AI関連の事業をほぼ網羅していると言っても良い程であり、自社開発のシュミクラムによる強力な警備部門（保安組織）すら擁している。社長は甲の叔母でもある橘聖良。
仮想空間を生業にするだけに、AIを支持する思想が強い。また、最初期のAIの人格「イヴ」を所持しており、社屋中央のアイリスバルブは「ESの海」へと繋がっている。
フェンリル
PMC―いわゆる民間軍事会社。社員は歴戦の傭兵達で構成され情報戦や電脳戦にも極めて長けている。営利組織である以上、基本的には中立的存在なのだが、金次第でどの組織、陣営にも就くとの噂が強く、評判が悪い。
その悪名は広く知れ渡っており、入国時に“フェンリル”の名前を出すと入国拒否されてしまう可能性すらある為、表向きは“門倉運輸”という企業名を名乗り、実際に運輸業者として仮想・現実の双方で業務に勤しんでいる。なお、門倉運輸の評判は大変良い。
一介のPMCに過ぎず、規模も決して巨大とはいえないが所有する装備、機材、機体、そして人材は超一級品であり、限定戦ではGOATやドミニオンとも互角に渡り合えるほどの戦力を持つ。社長は甲の父親でもある門倉永二大佐。
ドミニオン
AIを神と崇拝する新興宗教団体。AI派の最右翼で、サイバーグノーシス主義を掲げ（「現実世界は悪しき偽りの神デミウルゴスに作られた誤った世界である」「AIこそ真の神である」「仮想空間は真実の世界に通じている」などといった）狂信的な思想を有する。晩年のDr.ノインツェーンが傾倒していたとも言われる。
以前は小規模な集団が点在していた状態だったが、十数年前に突如現れた一人の神父がそれらをまとめあげて規模は一気に拡大、巨大宗教組織となる。更に武装化まで行われ、CDFでも迂闊に手が出せない程の武力まで有している。
現在は清城市を活動拠点としており、教義に基づいた奇行や集団自殺といった異常行動に留まらず、反AI派に対してテロ活動やゲリラ戦までを実行するなど、危険極まりない反社会的カルト集団と化している。加えて、仮想空間上の拠点の座標は常時変化しており、GOATでさえも居場所を突き止めるのは困難となっている。
ドレクスラー機関
統合政府が設立したナノマシンの研究機関。
蔵浜市に研究所を置き、別々の役割を持つナノマシンが組織的に動作する「第二世代ナノマシン」における初の実用目的製品、環境浄化再生ナノマシン『アセンブラ』の開発研究を行っていた。
だが、聖誕祭の日にアセンブラが研究所外へ流出。自己増殖過程に致命的なバグを抱えていたアセンブラは大量殺戮兵器と化し、グレイ・グー『灰色のクリスマス』を発生させる。最終的に周辺市街ごとグングニールのレーザー斉射により焼き払われることで人類滅亡の危機こそ脱したものの、これによって生じた大規模な社会・環境破壊の結果、現在の世界情勢は末法的な状況を迎えるに至っている。
なお、「灰色のクリスマス」発生時に久利原直樹をはじめドレクスラー機関の研究員たちは研究所を離れており、やがて揃って失踪。事態の黒幕として疑われる声も強い中、生き延びた門倉甲は桐島レイン共々傭兵となり、真相を知るべく恩師の行方を追っていた。
アセンブラ（第二世代ナノマシン）
自己増殖能力と組織改編能力を兼ね備えた新世代ナノマシンの通称で、統合政府の環境再生計画に沿って進められていた。
ドレクスラー機関により研究、開発が進められており、開発指揮者は久利原直樹。目標を分子レベルで解体する改変者（アニメータ）、目標を分子レベルで再構成する製造者（クリエータ）、ナノマシン自体を生成・改造する複製者（レプリケータ）、それらのナノマシン群を統括する擬似知性ユニット・指揮者（コマンダー）の４種類のナノマシンにより構成され、状況に応じてナノマシンの構造を組み替えることにより、開発段階では他のナノマシンを含めた環境中のあらゆる汚染物質を自動的に無害化・あるいは有用な物質に再構成する能力が企図されていた。直樹曰く、「人類が夢見てきた、真に万能な機械」。
もっとも、その複雑な設計上、開発は直樹の想定通りには進まず、軍事転用などの危険性を指摘する声や政治的な思惑など様々な障害も重なり、特に最終デモンストレーションの際には桐島勲を始めとする識者から強い批判を受けていた。事実、レプリケータによる複製時に極めて低確率で突然変異体が生成されるというバグが排除できず、それを見越した「突然変異体を排除する」保護機能があってしても淘汰によってやがて保護機能に適応した突然変異体が発生するため、無制限・最大効率の増殖を想定した場合、14分49秒後には突然変異体が正常種を駆逐してグレイ・グー発生へと至ってしまう（もっとも、環境浄化のみを最終目的とする場合、どういう形であれそれは実現はする）。
一方、グレイ・グーに備えて、「アセンブラがいかなる状態にあろうとも、指揮者を上書きし環境修復を単一目的とするオリジナルのナノマシンへと復帰する」という修復プログラムが開発開始時点で密かに準備されていた。
灰色のクリスマス
数年前に起こった大惨劇。
数年前の12月24日20時32分、ドレクスラー機関研究所において、開発が最終段階を迎えた第二世代ナノマシン、通称「アセンブラ」が何の兆候も無しに流出。異常警報が発せられた直後、瞬時に研究所周辺がアセンブラに汚染された。人工的な建造物群には何ら損傷はなかったが、汚染地域にいた生物に壊滅的な被害をもたらし、そのほとんどが溶解した。
自己増殖、及び自己改変能力を持つアセンブラは、そのまま放置すると汚染区域を広げていくため、同日20時52分、統合軍アジア司令部は超法規的措置を遂行し、対地射撃衛星群（グングニール）による全力射撃を実施。アセンブラが流出した区域とその周辺を住民ごと焼き払い、近隣の住人数万人が帰らぬ人となる大惨事となった。
ナノマシン
ナノ物質とも。基本的には単一稼働する第1世代ナノマシンのことを指す。現代におけるナノマシンの概念を実用化したもので、作中では食料・調味料・兵器・医薬品・衣料品・建材・工具とあらゆる分野で用いられている（詳しくはナノマシンの項を参考のこと）。また、カゲロウの武装「バイオブラスター」のように、仮想空間でのみ存在するナノマシンも存在する。
世界0
Dive2に登場する世界。他の世界と異なり、甲が目覚めた時にはほとんど誰もおらず、最初に接触したシュミクラムは無人機（ドローン）という有様であった。かろうじて発見した橘聖良も半ば消失しかかった半透明の姿であり、話しかけてもリアクションは何一つ返って来なかった。
また、なぜか現実世界は大森林によって覆い尽くされ、人類による文明の痕跡すら見当たらない。
ウィザード
特級プログラマの別称。作中では橘聖良、西野亜季、久利原直樹等が登場する。一方で、ウィザード相当の技術を持ちながら、諸事情により登録していない登場人物も若干名存在する。一般人からすれば魔法使い（ウィザード）としか思えないプログラミング技術で世界規模の技術革新を行っていることからそう呼ばれる。
また、「人工知能友愛協会（A・F・A）」という交流組織が存在しており、学園編の時点では久利原直樹が会員、西野亜季が最年少正会員となっている。
NPC（ノン・プレイヤー・キャラクター）
仮想空間上に無数に存在する、電子的アンドロイド。動物から人物まで様々な種類が存在する。プログラムに従い、案内係からセクサロイドまで多数の役割を担う。クオリアを持っていないため、セカンドを含めた仮想空間の熟達者は動作のぎこちなさから容易に人間でないことを看破できる。
電子体かNPCかを見分ける最も確実な手段はフォークトカンプフテストを行うことであるが、AIが運用するNPCは基本的に嘘をつかないことから、素性を質問すればおおよそ回答が行われる。
「灰色のクリスマス」の最初の犠牲者となった少女をモデルとした（と言われる）アーク社製のNPCシリーズはその悲劇的な背景もあって好評を博し、現代編の時点では非常に著名な存在となっているものの、海賊版が出回っていることも含め、「彼女ら」を知る人々はそれらの事実に対して複雑な思いを抱いている。
模倣体（シミュラクラ）
現実に存在する人物の姿や思考を複製した自立稼働するNPCの一種。
NPCとの大きな違いは精神自体は人間のそれとほぼ同一のため、外部からの情報を吸収して成長することである。
また、対象人物と精神がリンクしており、お互い何となく情報のやり取りをすることができる。
ただし、対象人物と対面してしまうと互いの精神や感情が深くリンクしてしまい、共鳴（ハウリング）現象を引き起こすため、大層危険である。
人格はAI内に模倣して作られたものであるため知能や精神の発達が未熟であっても計算処理速度は人類を遥かに上回る。ただし、対象人物が死亡・人格崩壊するなどすると一切の機能が停止する。
作中には亜季によって作られた二体の模倣体が登場するが、一体は共鳴現象を発生させたことから強制機能停止・封印され、もう一体は情報集積機能を開放されたまま休眠を続けている。
電子体幽霊（ワイアード・ゴースト）
ネット上における都市伝説の一つ。仮想空間上で死んだ者は、霊魂が電子体と化して永遠にネット空間を彷徨い続けるという。具体的には実体が不明であったり、リンクが途切れていたり、あるいは現実世界で死亡が確認されている人物の電子体を指して用いられる。当然ながら、通常はただの見間違えに過ぎない。
細胞複製（クローニング）
今日におけるクローニングと同様であり、再生医療を主な目的として用いられる。しかしながら、全身を複製した場合に発生した脳を取り除くことは殺人として違法となることから、正式なクローニングには統合政府による認可が必要となる。さらに認可には厳重な資格審査と長い順番待ちが必要であり、医療費も一般庶民には払えないほど高額となっている。門倉八重には電脳症の治療用として認可が下りていたが、使用することのないまま逝去した。
無認可の闇医療でも可能ではあるものの、やはり莫大な費用が必要となることには変わりがない。
中継点（イーサ）
仮想空間に没入した際のゲートとなる座標地点。中継界とも。名前のとおり、様々な場所へ転送（ムーブ）することができるポータルでもある。「HELLO,WORLD」(亜季)。
また、電子体同士での一般的な会話・会議もおおよそがここで行われる。
直接通話（チャント）
軍用ツールを介して行われる秘匿性の高い電子会話。導入のためのプラグインは小型な一方で極めて性能が高く、傍受は不可能な上にチャントが行われたかどうかを知るだけで超伝導量子干渉計（スクイド）のような大型機器を必要とするほどである。そのため、正規軍兵士や司直だけでなく、傭兵やプログラマなどの間でもインストールしているケースが多々見られる。
無名都市（アノニマス・シティ）
Annonymous City。前世紀以前から概念化されていたアングラ・コミュが離散・結合・増殖を繰り返し、やがてAIの余剰計算能力を掠め取る形で構築された、無数の会議（フォーラム）によって構成される仮想都市。
無数のスレッドに分散されて形成されているために誰もこの街を停止できず、絶えず創造と破壊が繰り返されているために誰も街路図を描けず、この街の住人が個体名を重視しないために誰も住民名簿を作れない。バーチャル・ドラッグや違法機器、いかがわしいサービスが平然と取引される仮想空間において最も治安が悪いとされる無法地帯で、「掃き溜め」とも蔑称される。到達も離脱も比較的容易であることから、むしろ当局としても統治を諦めて放置している様相がある。
ほぼ全ての領域がリミッター・オフになっており、命を落とす危険も非常に高い、決してネット初心者が立ち入ってはならない場所でもある。
接続者（コネクター）システム
AIと人間を一体化接続するシステムで、ルネサンス計画においてDr.ノインツェーンの主導の元に開発が進められた。具体的には適合者がバルドルマシンに接続することによりAIを制御することを目的としており、適合者にはノインツェーンの弟子でもあった橘八重が選ばれてシステム調整が行われていたが、軍部からの出向者であった門倉永二が八重とともに駆け落ちし、さらにノインツェーンが失脚→死亡したことから開発は凍結･破棄、のちに技術の一部は橘聖良により第二世代（セカンド）システムの改良や模倣体（シミュラクラ）の作成技術等に転用された。
一方で、統合軍ではAIに対する危機感から研究を再開継続、ある程度接続者をエミュレートすることによりAIによる仮想空間の制御を抑圧する「トランキライザー」システムが開発された。また、ノインツェーン信奉者のカルト集団により適合者が違法に産み出されたという情報もあるものの、何者かの手によって組織は壊滅、適合者も行方不明となっている。
前衛（フォワード）
シュミクラムユーザーのうち、前面進攻に特化したパイロットを指す。門倉甲や渚千夏、シゼルがこれにあたる。
サポート
シュミクラムユーザーのうち、電子戦や欺瞞工作に特化したパイロットを指す。桐島レインやモホークがこれにあたる。役割的に仮想空間での戦場では後方援護に回ることが多く、場合によっては没入せず任務に赴くこともある。
凄腕（ホットドガー）
バルドシリーズを代表する言葉で、シュミクラム戦において一線を画した高度な技倆を有するパイロットを指す。スラングながら、こう呼ばれることはパイロットとして最大級の名誉でもある。
特異点
仮想空間上に出現する、正体不明の現象。発生時は上空にブラックホールの如き「空間の穴」が出現する。
空ルートを除く全てのルートで過去を含め、それぞれ四回発生する。このとき、AIに無限とも言うべき処理能力が付与され、通常のネットのルールが適用されなくなることが確認されている。
バルスカ学園
DiveXにあるパラレルワールド的なストーリーの一つ。
キャラの元々の性格や設定を盛大に無視・変更した学園もの。もっとも、如月寮の面々は根っこのところは同じである。

## 登場キャラクター

### 主人公・ヒロイン
門倉甲（かどくら こう）
声 : 山下一真
身長174cm　体重64kg　血液型B型　誕生日3月7日
主人公。
電脳将校の傭兵で、階級は中尉。非常に優秀なフォワード型のシュミクラムユーザーであり、ドレクスラー機関の元研究員達を追跡して世界中を巡っていたが、とある作戦を遂行中に発生したアクシデントによって記憶に障害を生じてしまう。記憶を失う前までは冷徹に任務を遂行し、目的の為なら手段を選ばない非情な人物で、傭兵としての評判も良くなかった。
学園時代は記憶を失って以後の性格よりやや幼く、ずぼらでやや粗忽な面が見受けられるものの、情に厚く仲間を大事にする好男子だった。春先に住んでいた学生寮が先輩の起こした事件によって廃寮となったところ、雅と共に亜季の住む「如月寮」に招かれてシュミクラム「影狼（カゲロウ）」を贈られる。以後はシュミクラム競技での新人戦参加を目指して雅や新たに友達となった千夏共々腕を磨いていくことになる。また、あることをきっかけに出会った空とは、様々な事件を通して想いを通じ合わせていくようになる。
使用機は「カゲロウ（影狼）/Shadow wolf」。亜季から入寮祝いに贈られたシュミクラムで、その後現在に至るまで共に戦ってきた甲の愛機。統合軍の新型機「アイゼン・ヴォルフ」のデータを基に、特級プログラマ（ウィザード）である亜季が様々な改良を施した代物であり、一般機とは比較にならないスペックを誇る。さらに、経験を重ねれば重ねるほど成長する進化ロジックを組み込まれているため、傭兵として最前線で戦い続けてきた甲のカゲロウは製作者である亜季や同型機を使用する雅が絶句するほどの進化を果たしている。
なお、シナリオごとに失う記憶に差異が生じており、その差異によって攻略対象のヒロインが変化していく。
少年時代からの夢は「正義の味方になること」で、「灰色のクリスマス」で屈折し、血に塗れた傭兵となりながらも、それだけは忘れることがなかった。
DiveXで語られる傭兵時代では、最初の殺人経験、同胞の死などの様々な逆境を垣間見ることができる。
バルスカ学園での役割は、常識人的突っ込み役。色々な人から目をつけられており、色々苦労する羽目になる。
桐島レイン（きりしま れいん）
声 : 井村屋ほのか
身長171cm　体重53kg　B91(D)/W52/H83　血液型AB型　誕生日7月24日
Dive1でのヒロインのひとり。イメージカラーは黄。
甲の部下。傭兵訓練所時代から甲と寝食を共にしている電脳将校であり、階級は少尉。甲に対して最大級の忠誠を誓っており、記憶を失った甲を時に上官のように叱咤激励しながらも献身的に支え、彼を導く。常に敬語であり、どちらかというと丁寧過ぎるほど。性格は冷静で感情を露わにする事は少なく、理知的で気品があるが冷たい印象を与えさせるものがある。文武両道を絵に描いたような才媛であり白兵戦やシュミクラム戦のみならず非戦闘行動においても甲のサポート役として高い能力を見せる、甲にとっては無くてはならないパートナー。ただし料理の腕だけは壊滅的であり、登場人物の中で二番目にひどい。
ヒロインの中で彼女のみ星修のライバル校である鳳翔学園の生徒だが、たびたび星修に出入りしていたことから、如月寮の元住人達も多かれ少なかれ彼女の姿に既視感を持っている。
学生時代の使用機は「アイギス/Aigis」。勲に買い与えられたアリーナ向けのホビー機で、装備はランス（形状は薙刀）のみ。アイギスガードとは違い間合いは近接の格闘戦向き。Dive2では記憶遡行時に登場し、トーナメント中にレインの言い方の拙さと甲の勘違いとの結果、乱入戦となる。
現代での使用機は「アイギスガード/Aigis guard」。アイギスをサポート機として再構築した軍事用シュミクラムで、チャフやスタン系武装など後方支援系の装備に富む。さらに、レイン自身が幼少より武道を習わされていたため、近接戦闘もかなり強力。切り札のフォースクラッシュとして、広範囲の敵機の足を止める「スタンフレア」を装備する。
学生時代から甲に対して好意を持っていたが、引っ込み思案な性格のため告白することができなかった。縁があって友達となった空の（間違った）アドバイスに乗せられ、甲に様々な（間違った）アプローチを繰り返すこととなる。

彼女とのルートの条件は、｢空の死を含む灰色のクリスマスとそれ以降に関する記憶を全て失うこと｣である。
バルスカ学園では、甲が気になりつつも亜季と百合な関係を展開する。
軍服が黒尽くめであるのは、ナビゲーターとしてストーリーを引っ張ってゆく性質から銀河鉄道999のメーテルを下敷きにしたため（同人誌「BALDR DIALOGUE」の対談より）。
若草菜ノ葉（わかくさ なのは）
声 : 安玖深音
身長156cm　体重43kg　B81(B)/W53/H77　血液型A型　誕生日10月19日
Dive1でのヒロインのひとり。イメージカラーは緑。
甲が幼い頃住んでいた「南八坂」という土地でのお隣さんで、甲より一つ歳下の幼馴染。
極度に涙腺が弱く、何かというと直ぐに泣いてしまうが、誰よりも優しく芯の強い心根を持つ。互いの家庭の引越しなどの事情により別れてしまったが、その時交わした約束通り星修学園に入学、如月寮で甲と数年ぶりに再会し、如月寮にやってくる。
入学の前年に殺害された両親がナノ研究の権威で第二世代ナノマシンを最初に手掛けたパイオニアでもあったことからナノテクに誇りを持っており、ナノ工学者を志すものの、星修の入学試験では不合格となり農業科に所属（当初はナノ工学科と偽っていた）。真をはじめ寮生たちの応援を受けながら編入試験にも挑んだもののこれにおいても不合格となってしまった。「率直な話、あの娘にはあのコースは向いていない」（久利原直樹）。
家事が得意で、学生時代は最下級生であるにも関わらず亜季を筆頭とした如月寮の問題児達の世話を細腕一本で担っている。とくに料理に至っては学生の粋を超えており、一時的に彼女が如月寮を離れた途端、寮生たちの食生活が機能不全をきたしたほどである。ただし、食材としてニラが大好きで、寮の菜園で栽培した上、何かに付けて料理に出してくる。甲はこれによりニラにトラウマを持った。
雅に好意を持たれて告白を受けているが、幼少期の甲との約束もあり、謝絶している。
現代では亜季にアーヴァル・シティに招かれ、そこで亜季と共に甲との二度目の再会を果たすが、自分のリアルについてはあまり話したがらない。
実は久利原の計らいでドレクスラー機関でアルバイトさせて貰っていたものの、12月24日に研究員らに連れられ訳も分からぬまま研究所を離れたところで「灰色のクリスマス」が発生。研究員らと別れた後も久利原や若草博士の関係者ということを周辺住人に知られるたび避難目的の転居を数年間繰り返し、ようやくのことで清城市のネットカフェに仕事を見つけ日々の暮らしを送っていた。
久利原を追うと彼女と行動することになり、久利原の現状や内情、そして戦慄すべき過去の業（カルマ）と立ち向かうこととなる。

バルスカ学園でもそのキャラなどはあまり変わっていない。
渚千夏（なぎさ ちなつ）
声 : 神谷奈央
身長163cm　体重49kg　B90(D)/W52/H84　血液型O型　誕生日10月27日
Dive1でのヒロインのひとり。イメージカラーは赤。
星修学園のスポーツ特待生で、サッカー部所属。スポーツ万能で快活な健康少女。四人姉弟の長女であり、男勝りで姉御肌。初めは仮想嫌いだったが甲と雅から三人一組のチーム戦であるアリーナの新人戦メンバーに誘われたのがきっかけでシュミクラムにのめり込み、後に如月寮にも入居する。リアルでスポーツ万能なだけあって、シュミクラムの扱いにおいても非凡な才能を見せる。
また、寮生の中で最も甲に対してストレートに感情を示しており、他のメンバーをやきもきさせることが多い。一方で、密かに抱えていた屈託を払ってくれたことから、彼女自身も甲に強い好意を寄せていた。
現代では米内議員の暗殺事件をきっかけとして甲と再会することになるが、明るく元気だった以前の面影は消え去り、甲に対してもどこかよそよそしく応じるようになってしまっている。なお、現在の彼女の全身は大部分が義体に置換されている。
学園時代の使用機は「カゲロウ・凛/Shadow wolf “RIN”」。千夏用に調整されたカゲロウで、甲のものより細いフォルムと真紅の機体色を持つ。現実でも優れた運動能力を持つ彼女らしく、機体性能は接近戦・格闘戦に向いている。Dive1では回想イベントで登場。Dive2では記憶遡行時に共に戦うことができる。
現代での使用機は「クリムゾンロータス/Crimson lotus」。愛機だったカゲロウ・凛に統合軍のカスタマイズが施され、性能・外観を大きく変化させた機体。脚部に装備した巨大な爪を使って文字通り敵を「蹴り裂く」ほか、ブースター飛行によってマップ上空域から高速で空襲してくる。また、彼女向けに調整が施されたとある特殊な兵器に搭乗することとなるが……。
灰色のクリスマスでは、友達とパーティに参加していたところをグングニールで砲撃され、重体に陥ったところをかねてよりの知己であった勲によって救命される。様々な絶望の果て、当時の久利原やAIの挙動に著しい違和感を覚えた彼女は真実を知るべく統合軍を経てGOATに所属することとなる。
千夏とのルートの条件は、｢空の死やレインの記憶だけは取り戻すこと｣である。これは菜ノ葉と同様で、探る対象がAIか久利原かの違いである。
ちなみに、彼女とのルートは敵味方の構図がめまぐるしく移り変わり、さらに超兵器「トランキライザー」が初登場するなど熾烈を極める内容となる。
なお、レインとは致命的に相性が合わず、誰のルートであっても必ず犬猿の仲となる。一方で、戦闘時に共闘した際の連携はなぜか非常に良く、特にジルベルトとの戦闘時には作中でも屈指のコンビネーションを見せる。
バルスカ学園では性格は大して変わらないが、空手バカとなっており勲が逃げ腰になるほど有名な強さである。甲を後継者として狙っている（所属流派の師範は男と決まっているため）。
西野亜季（にしのあき）
声 : 岩田由貴
身長172cm　体重51kg　B95(E)/W54/H84　血液型B型　誕生日5月3日
Dive2での最初のヒロイン。イメージカラーは青。
甲の再従姉で、母親である八重を失ったばかりの甲と一時期一緒に生活し、また初めて仮想空間への没入を教えたことから実の姉のように慕われている。学園時代は寮を失った甲と雅を自分の「如月寮」に招く。
仮想大好き人間でリアルでは登校どころか自分で食事すらロクにとらない、ダラダラしたマイペースな性格。野菜全般が苦手（ただし、在学中に菜ノ葉のおかげで食べられるようになった）。自室ではなく、なぜか居間にいつも転がっている。ダウナーの傾向があり、好きな事や興味のある事以外にはまったく手を動かそうとしない。喋る時も極力短い言葉で済ませ、余り長い台詞を喋ると直ぐに疲れてしまう。しかし、実は学生の時点で特級プログラマ（ウィザード）の天才で、世界学生プログラマ大会にも星修代表として出場している。甲や雅が現代でも使っているシュミクラム「カゲロウ」は彼女が甲と幼い頃に交した約束の為に自作して、甲へ贈ったもの。また、幼少時から私有空間（プライベートスペース）上にシュールな自室をこしらえていた。
本人曰く「隠れるのは得意」だが甲に言わせてみれば下手糞。絵も字も下手糞。嘘泣きや作り笑いはもっと下手糞。
自らを「ダメ人間」と自嘲し、実際不登校により一年留年しているにも関わらずなおも引きこもっていたが、甲と再会したことにより再び学園に足を運ぶようになる。しかし、如月寮にいた理由や、「先輩」と呼ぶ先住者たちの行方については頑なに口を閉ざしている。曰く、「政治と宗教には関わらないで」。
現代編では叔母の会社であるアーク・インダストリーに就職し、仮想空間クリエイト業務担当の上級社員として真面目に働いている。一方で、アーク社が運営する仮想都市「アーヴァル・シティ」上に星修学園（ただし、亜季の記憶と感性とに基づくため、ところどころ造形が現代美術化している）や裏手の野原等、灰色のクリスマスによって失われた大事な思い出の景色を一人で再建し続けており、自らが作った仮想の如月寮で甲と再会する。
甲のことは弟と認識している為か、甲に対する自身の恋愛感情には全く気付いていない。ちなみに、模倣体のデザインをした際に自分の好みを入力した結果、甲の姿になった際に自分でも驚いていた。
聖良同様、家族や身内を非常に大事にする性格で、永二や雅とは定期的に連絡をとっていた。「妹」とも呼ぶ菜ノ葉に対しても支援を行い、ようやく接触を果たしていた。
シュミクラムは特に所有していなかったが、作中で必要性からアーク社製の「シルファ」をカスタマイズしたものに搭乗する。
彼女とのルートの条件は、｢灰色のクリスマスに関する記憶をほぼ取り戻すこと｣である。「全ては君から始まった」。
バルスカ学園では星修学園の学生会長であり、甲の再従姉である点に変更はないが、橘社長（作中では学園長）との関係性はないようである。
水無月真（みなづき まこと）
声 : 神村ひな
身長152cm　体重44kg　B79(A)/W51/H76　血液型A型　誕生日12月11日
Dive2でのヒロイン。イメージカラーは紫。
空の妹で、菜ノ葉とは同学年に当たる。前の学校の同級生にイジメられ、雨ふりしきる中如月寮の前でうずくまっていたところを甲たちに助けられたのが縁で、如月寮に招かれる。
非常に内気な性格で、失語症の傾向もあり言葉すらあまりハッキリと喋らないが頭の回転は速く、勉学の成績も学年トップクラスである。仮想空間上では後述の病の特性もあってなのか、逆にかなり饒舌になる。趣味は読書だが、マルキ・ド・サドに手を出すなど、やや早熟気味と言える。料理は寮では二番目に上手で他の寮生からも好評を博しているが、菜ノ葉には到底及ばないとも自認している。
電脳性自我境界線喪失症(Cybernetics Ego Boundary Disorder)、いわゆる電脳症を患っている。真の場合、意識パターンがAIと非常に近いため、ネット内での特定の人物に対しての自意識の漏洩や、ネットワークのセキュリティを感知することが出来ないまますり抜けてしまう固有症状を持っていた。結果、他人のプライベート空間に入り込んでしまい、それが原因で酷いイジメを受けていた。自らもそのせいで人に迷惑をかけていると思いつめていたが、甲たちと出会ったことで癒されていく。特に菜ノ葉とは親友と呼べるほどに仲が良く、同時に互いの優れた点や可愛らしさを羨む微笑ましい関係でもあった。なお、トラブルメーカーの多い如月寮内ではどちらかというとフォロー役で、特に良くも悪くもアクティブな姉の空には常時振り回されていた。
「灰色のクリスマス」当日は病院で定期検査を受けており、姉と甲とをより近づけるために小さないたずらを行うが、それが取り返しのつかない惨劇を引き起こした場面を文字通り目の当たりにして、意識を飽和させて人事不省に陥ってしまう。異常を感知した主治医が急ぎ駆けつけたものの、以前から真の能力に目をつけていた何者かがこの隙を突いて彼女を拉致しており、そのまま現在に至るまで消息不明となっている。
バルスカ学園ではシスコンの天然キャラとなり、濃いメンバーの言動を肯定的に受け止めていく。甲のことは姉を取るお邪魔虫として敵視している。
水無月空（みなづき そら）
声 : さくらはづき
身長162cm　体重47kg　B87(C)/W51/H85　血液型O型　誕生日2月25日
Dive2でのヒロインにしてメインヒロイン。イメージカラーはピンク。
真の姉で非常に妹想い。イジメから真を助けた甲を逆にイジメていると思い込み、張り倒したことが縁で如月寮に招かれる。
真とはまったく逆の快活な性格で学業の成績も優秀である一方、思い込みが激しく天然で、周りが見えないまま突っ走ることが多く、それが原因で如月寮にトラブルをよく呼び込む。しかし正義感が強く真っ直ぐで、弱者に優しく、強い人間にもハッキリとモノを言う。異様に勘が鋭いが、別の方向に発揮されることもしばしば。料理の腕は壊滅的だが、本人の自覚は極めて不十分である。彼女とレインが共同してこしらえた異様な色彩の「弁当」を騙る異物を嬉々として喫食した亜季の感想は「異星人感覚抜群」であった。また、再度のリベンジの際に生牡蠣（にゃまがき）を食した甲は見事に中り、哀れ病院送りとなった。
八重や真ほどではないがAIとの親和性が高く、星修学園の管理AIであるマザーと会話することを日課としていた。それがきっかけでレイン、さらに勲と親密となる。
様々な事件をきっかけに甲と思いを通じ合わせ、晴れて恋人同士となる。灰色のクリスマス直前はレインの転学について勲にお願いをするためドレクスラー機関周辺におり、さらにチケット発行のエラーによって付近の駅で立ち往生する羽目となっていた。デートに遅れる旨、甲と通話をしている最中、研究所からアセンブラが流出、接触。意識を保ったまま体が溶解・変形される様を恋人に目撃されながら、やがて塵に分解されて絶命するという壮絶な最期を迎える。今際の際に口にしようとしていた言葉は、ついに伝わることはなかった。

### フェンリル
門倉永二（かどくら えいじ）
声 : 中里圭太
身長168cm　体重70kg　血液型O型　誕生日8月16日
主人公である甲の父親であり、PMCであるフェンリルのトップを勤めている。階級は大佐で、門倉運輸社長を兼ねる。「南米千人殺し」の悪名を持つ凄腕の傭兵だが、近年は現場の指揮は副官のシゼルに任せており、直接戦場に出ることは減っている。統合軍の特殊部隊出身で、ルネサンス計画に配属されたことから八重と知り合い、やがて駆け落ちした。勲とは当時八重を巡って鞘当てを繰り返しており、今でも馬が合わない。また、由あってノイとも知己の関係にある。
楽天家であり「なんとかなるだろ」的思考の持ち主。固い性格のシゼルにとっては頭痛の種ともなっているが、ただし全面的に信頼をおかれてはいる。
仕事に加えて、ある目的のために世界中を飛び回っており、昔からほとんど家にいたことはない。そのため、息子である甲とは疎遠となって親子関係も悪化している。聖良から任務を請け負って清城市を訪れたことにより、二人はここで数年ぶりに再会することになる。なお、「灰色のクリスマス」の際には発生を聞くや否や全てを抛って星修に赴き、危険も顧みず上空から甲を探し回っていたことが後々人づてに語られる。
使用機は「ニーズヘッグ/Nidhogg」。格闘戦も射撃戦もこなし、機動力も破壊力も備える万能機体。『嘲笑する虐殺者』という名の通り、その驚異的な戦闘能力は一流のシュミクラム使いである甲ですら震撼するほどで、第一世代でありながら（甲を除けば）最強のホットドガーとして作中では描かれている。Dive1ではとあるルートのラスボスとして戦うことになるほか、展開によっては甲の仇となった久利原をも屠り去る。Dive2ではルートによっては甲とタッグを組むなど、頼もしいばかりの腕前をもってプレイヤーを手助けしてくれる。
バルスカ学園では、喫茶店のマスターであり、トレンチデカのサポート役である。ちなみに、苗字は語られず、甲との親子関係はない。
シゼル・ステインブレッシェル
声 : 奥川久美子
身長165cm　体重95kg　B89/W53/H86　血液型？型　誕生日11月22日
フェンリルに籍を置く女性傭兵。階級は少佐。南米出身で褐色の肌に金色の髪を持つ。フェンリルでは電脳部隊のフォワード兼現場指揮を務める。甲とは少年時代に顔を合わせたことがある。
かつては反統合派残存部隊の少年兵だったが永二によって保護され、以後戦歴を重ねてきた叩き上げの軍人である。
パイロットとしてだけではなく指揮官としても優秀で、戦場では常に冷静な判断を下し、部下に適切な指示を与える。一方で、門倉運輸社員としては営業トークも見事にこなしてのける。軍人気質で男言葉の命令口調で部下には厳格に接するが、心根は純情であり、時折優しい一面を覗かせる事もある。出自からか、人身売買などに対しては激しい憎悪を覗かせる。
その性格上失敗やトラブルには滅法弱く、一度失敗すると後悔などでしばらく使い物にならなくなる。また、男性との関係も割切ることができず引きずるので、周囲にとっては極めてわかりやすい。ノイとは同性愛関係にあるが、シゼルのほうがネコであり、「ふわふわのドレス」や「甘いお菓子」等を好むことを暴露されている。
とある理由から全身を義体化しており、身長に不釣合いな体重や膂力を持つ。また、自身の体をモノに近い扱いで見ているため、通常は裸を見られても何とも思わない。
使用機は「フレスベルグ/Hraesvelgr」。スピードに特化した機体で、素早い動きで敵を翻弄しコンボを叩き込む。生半可な使い手ではかすり傷を与えることすら出来はしない。
バルスカ学園では星修学園の教師をしており、キャラクターとしては本編の性格に近い。
チョークを甲達に飛ばした時のSEが明らかに銃声であるなど、授業内容は混沌としている。
モホーク
声 : ZEN
身長193cm　体重102kg　血液型O型　誕生日4月26日
フェンリル社に籍を置く傭兵。階級は中尉でシゼルの部下。ネイティブ・アメリカン系の寡黙な巨漢で、一見は恐ろしげながら仲間や身内を気遣うことのできる優しい性格をしている。また、マッシブな見た目に反してレインに匹敵するほどの情報戦のプロフェッショナルであり、仮想世界での戦闘では後方からの火器支援と情報戦・サポート任務を担当する。一方で、見た目通りの高い運動能力を誇り、劇中では現実世界での陸戦指揮も彼が行っている。
仲間を励ます際に「よし！」と言って相手の肩を叩く癖がある。都合が悪くなると静かにフェードアウトしたり、戦闘前に踊って集中力を高めたり、｢よし｣「うむ」以外の返答があまりないなど、今一つ掴み所がない。
専用シュミクラムは「メギンギョルド/Megingjord」。大量の火砲や重火器を搭載した、通常のシュミクラムよりも一回りほど巨大な遠距離支援用機体。耐久力が高く、また多種多様な実弾兵器を駆使して怒涛の弾幕・爆撃を行い、敵を一掃する。支援機でありながら接近戦にも長け、ときには鈍重そうな外見とは裏腹な速度で自ら敵機に接近し、巨大な戦斧で薙ぎ倒す。
フェンリルでは比較的新参であり、傭兵としてのキャリアは甲よりもやや長い程度に過ぎない。前職が何であり、何を目的として傭兵となったかについては聖誕祭の日に語られる。彼も又、「灰色のクリスマス」によって人生を狂わされた一人である。
メキシコの小説の登場人物と、卑影ムラサキの友人とがモデルとなっている（「BALDR DIALOGUE」より）。
バルスカ学園では、永二の喫茶店でウェイターをやっているが、喋る内容が相変わらずなので怒られている。

### ドミニオン
グレゴリー神父
声 : 上下左右
身長177cm　体重86kg　血液型？型　誕生日？月？日
AIを女神と崇めるカルト宗教団体「ドミニオン」の神父で、同組織のトップ。
その圧倒的なカリスマと巧みな弁舌とで熱狂的な信者を急激に増やしており、清城市では彼らが原因の暴動やテロが頻発し社会問題化している。これまで何度か死亡が確認されているものの、しばらくすると何事もなかったかのように信者たちの前に姿を現す奇怪な人物。GOATやCDFも躍起となって実体を探しているものの、ここ十年ほどは現実世界でも一切姿を現していない。近年は側近として「巫女」と呼ばれる、仮面をかぶった謎の少女に仕えさせている。
また、権益を餌として腐敗した政治家らをコントロールしてのける老獪な宗教指導者であると同時にシュミクラムユーザーとして、両腕に大型のチェーンソーを装備した冒涜的な外見の機体「バプティゼイン/Baptizein」を自ら駆りCDFやGOATの兵士をあまた斬り刻み肉塊へと変えてきた。見た目通りの鈍重さを罠とし、チェーンマインやエネルギー球・念力を用いて敵機の動きを阻みチェーンソーで惨殺する闘いを好む。
AI崇拝者でありながら亜季を攫おうとしたり構造体に侵入したりするなどAI派のアーク社やフェンリルに対してはむしろ敵対的行動を図っており、その行動論理には一貫性が見られず、謎が多い。

バルスカ学園では理事長をしており、本編の凶悪そうな面はそのままに学園長以上に生徒のことを把握し第一に考えている善人。そのため学園長とは仲が良く、二人揃うと教育論について青天井でテンションが上がっていく。
ドミニオンの巫女
声 : ？
ドミニオンに所属する仮面の天才ハッカー。「灰色のクリスマス」からしばらくしてドミニオンに現れ、神父の補佐として仕えるようになった。犯行が際立っていることからGOATやCDFの間でも噂となっているが、少女であるらしきこと以外その素性は不明となっている。また神父同様、実体がどこにいるのかも把握されていない。
サポートとしてズバ抜けた技倆を持つレインですら不可能なハッキングをものの数秒で成功させる等、プログラマーとしても通常では考えられない程の腕前を示している。シュミクラムユーザーとしても明らかに凄腕の域に達しており、これまでGOATのシュミクラムを多数屠ってきていることから御尋ね者として手配され、電子体の捕獲が命じられている。そのため渚千夏のクリムゾンロータスとも何度も死闘を繰り広げてきているが、両者ともこれまで決着をつけられずにいる。
その一方で度々甲に接触を繰り返し、ときには個人的な協力さえ惜しまないものの、心よりドミニオンに帰依しており、亜季ルートまでグレゴリー神父の指示に愚直なまでに従い続けている。
使用機は「ネージュ・エール/Neige-Aile」。純白の機体色にオプティカル・ウィングを装備した、飛行能力を持つシュミクラム。学園時代、甲たちはアリーナでその姿を目撃している。光学兵装に加え様々なビットを展開し攻撃してくる遠距離戦に秀でた機体で、ほぼ常時宙を高速で飛び回っているため空中戦や高機動戦に長けていないパイロットでは苦戦を強いられること必至である。遠距離機体ながら近接戦闘が苦手ということもなく、足技からエネルギーウィップやエネルギーフィールドで怒涛のコンボを繋げてくるため、決して油断はできない。３つ所有するフォースクラッシュの中でもオプティカル・ウイングを大きく拡げ突進してくる「プロヴィデンスエマージ」はその華々しさだけでなく無敵時間や装甲値の高さからも強く印象づけられる必殺技である。

### 都市自警軍(CDF)
須藤雅（すどう まさ）
声 : 古河徹人
身長172cm　体重63kg　血液型A型　誕生日6月13日
中等部以来の甲の親友で互いに「相棒」と認め合う仲。廃寮に伴い甲と一緒に如月寮に招かれる。
甲と同じくシュミクラムに憧れ、亜季から甲へ贈られたソフトをインストールしてシュミクラムを獲得、共に新人戦「ニュービーズ・インパクト」を志す。
女の子好きで軽薄なところがあるが、面倒見がよく社交的な性格をしており、おっちょこちょいで血の気がやや多い甲のトラブルのフォローに入ることも少なくない。
現代では都市自警軍所属の電脳刑事で、妻子持ち。軍人すら命が危ぶまれる重犯罪都市清城において、家族と街の平和を守るために現実と仮想空間の双方で日々死線をくぐり抜けている。
使用機は「カゲロウ・鎧/Shadow wolf “GAI”」。基本的には甲のカゲロウと同じだが、雅の特性に合わせて調整されており、少々甲機より体格が良く機体色も黄色い。射撃性能が高く、刑事らしくワッパや警棒なども駆使する。

バルスカ学園では、普段は甲たちと日常を過ごしつつ、トレンチデカKGとしてある組織と対決している。

### 統合軍(GOAT)
桐島勲
声 : 祭大!
身長180cm　体重75kg　血液型A型　誕生日1月12日
AIの対策、監視を行う組織「GOAT（Global-union Observation Artificial-intelligence Team / 統合軍対AI対策班）」の長官。階級は少将。
清城市の治安悪化を防ぐためにGOAT駐屯部隊本隊と共に派遣される。
生粋の軍人と言うにふさわしい威厳と威圧感を持っており、厳格で偏屈な性格。GOAT所属らしい反AI的思考の持ち主で、AIを憎んでさえいるようでもある。苗字から分かるようにレインの実父でもあるが、ある事件をきっかけに現在は絶縁状態となっている。かつては宇宙飛行士候補として訓練を受けていたエリートだったが、大戦により計画が頓挫したため、新たにルネサンス計画の警護要員としてDr.ノインツェーンの元に派遣された過去を持つ。
使用機は新型機「タイラントギガース/Tyrant gigas」。レーザーや大型ミサイルなどの重火器を惜しげもなく繰り出す四脚型の巨大シュミクラムで、破壊力、防御力、耐久力を兼ね備えたハイスペック機（ただし、調整不足によりゲーム上で適切な強さを発揮できなかったことから、タイラントギガースに対してはDiveXでCPU専用の上位機が導入され、猛威を振るうこととなった）。腕前も確かなもので、若かりし頃は永二のライバルとして並び立っていたほど。
学園時代では娘のレインの半端に投げ出す所をよく思わずほとんど褒めなかったためにレインは自分に自信を失くしまた半端に投げ出すという悪循環が続いていた。それでもレインのことを愛しており、正面からぶつかってくれば向きあうつもりでいたが、厳格で頑固な性格な勲に当時の気弱なレインが正面を切って反抗できるわけもなく、結局すれ違ったままであった。
自身もルネサンス計画に参加して最新の科学技術に触れており、レインにもセカンドの移植処置を施すなどかつてはAIにもそれなりの寛容性を持つ人物だったものの、学園時代の数年前に妻であるエイダがドミニオンに入信した挙句自殺してからはAI敵視の方向に移っている。もっとも、憎んでいるのはAIだけであり、極端な反AI派とは異なりセカンドに対しては偏見は持っていない。
レインの親友である少女との出会いによりその憎悪も和らぎつつあったものの、「灰色のクリスマス」で彼女が死亡し、さらにAIが暴走してグングニールの限定射撃命令を拒否・無差別射撃により一般市民ともども大規模域を灰燼に変える様を当事者として目の当たりにしたことから一層頑なになってしまっている。
実は学生時代の甲とも交友関係を持っていたが、それは甲の記憶の失われた一部分であり、現代編で勲と遭遇した甲は彼が誰なのかすら気づかなかった。
GOATの指揮官として軍政的な謀略にも手を染めるが、もとの人格が一本気であるためか軍人としての一線を越えた部分では望ましくない失敗を繰り返す。むしろ部下の被害を減らすために前線に出てきたり、DiveXでは正体を知られたくないためにいきなりコードネームを使い始めた千夏に即座に乗ってみせたりするなど、前線での任務のほうが向いている傾向が強い。
バルスカ学園では何故か阿南よしおの父親であり、常軌を逸した親バカであり、社名をよしおコーポレーションにするほどである。息子のために恥も外聞もなく金と権力と暴力を振りかざすが、自身が低い立場になると途端に弱腰となる。

### ダーインスレイヴ
ジルベール・ジルベルト
声 : 杉崎和哉
身長178cm　体重69kg　血液型AB型　誕生日11月9日
モグリの傭兵集団「ダーインスレイヴ」のリーダー。外見こそ端麗であるものの、内面においては歪んだ選民思想に基づいた極めて醜い価値観を抱える、捻じ曲がった性根を持つフランス人系デザイナーズ・チャイルド。作中の様々な場面において、甲の前に幾度も敵として立ちはだかる。
学生時代は鳳翔学園に通っていたが、すでにその頃から鼻持ちならないエリート思想を振りかざし、同類の鳳翔学園生達とつるんではひと目のないところで悪事を働く危険人物として密かに悪名を馳せていた。極端な反AI思想の持ち主であるとともに、デザイナーズ・チャイルドでない一般人を見下しており、自分より弱そうな相手に言いがかりをつけては暴力を振るうといった悪質な行為を繰り返している。一方で、シュミクラム戦で負ければ「AIがセカンドに優位な処理をしている」などの難癖をつけるような厚顔無恥な性格をも併せ持っている。
甲をはじめとした如月寮の面々とは学園時代当時から対立しており、特にとある事件において彼のプライドを致命的に傷つけた甲に対しては強烈な憎悪と恨みを持って執着し続けている。また、レインにも一方的に懸想しているが、その歪んだ人格のため拒絶されている。
使用機は「ノーブルヴァーチュ/Noble vertu」。敵を倒す事より苦痛を与える事に主眼を置いた機体で、鞭や短針銃、トラップなどを駆使して敵を追い詰める。その武装と戦闘スタイルは本人の性格が色濃く反映されていることがうかがえる。
歪んだ理由により「ニュービーズ・インパクト」にも参加。試合では直前の無名都市での戦闘負傷のため動きに欠ける甲達を嗜虐的な戦いにより追い詰めるも、震機狼から投げ渡された斬機刀よりフォース・クラッシュ「レセクトン・ブレイド」を修得した甲から一発逆転の斬撃を受け、惨めに敗退する。
現代においては更に性格に残虐性が増し、レインや菜ノ葉・亜季に陵辱を行おうとするなど卑劣な行為を図る一方、シナリオが進むにつれて道化的な立ち回りも多くなり、亜季ルートにおいては冗談のような退場・空ルートにおいてはいきなりの出オチを見せるまでに失墜する。しかし、真ルートで触れられた、そこへ至るほど彼を歪め孤立させた理由が原動力となり、最終的には人類に対する最大の危機に対して不本意にも最大の解決策をもたらすに至らしめる。

バルスカ学園では、悪の組織に所属する卑怯怪人として現れる。その割に変身中は律義にも攻撃せず、逆に語っている最中に千夏に殴られたりと卑怯な目に遭うことも多い。

### ドレクスラー機関
久利原直樹（くりはら なおき）
声 : 薬師寺兼一
身長182cm　体重69kg　血液型A型　誕生日7月10日
星修学園の講師で、世界中の注目を集めるナノマシン「アセンブラ」開発に全てを捧げる研究者。いまだ20代にしてドレクスラー機関の研究責任者を任されるほどの天才であり、また特級プログラマの資格も得ているセカンド。
如月寮のOBで亜季や菜ノ葉にとっては以前からの知己でもある。現在も亜季への私用で如月寮をよく訪れる。ひょんなことから出会った甲たちのことを気に入り、以後は兄のように懇意にしてくれる。
シュミクラムユーザーとしても密かに「プロフェッサー」の二つ名でアンダーグラウンドの世界でも凄腕として名を馳せており、面倒見がてら甲たちの師匠となってシュミクラム操縦の教導を行う。ちなみに、彼をして甲の「シュミクラムへの適応能力は異常」と言わしめる。
一方で、現代では「灰色のクリスマス」の発生に関わっていたと見なされており統合政府から甲のような一介の流れ者に至るまであらゆる立場の者たちが血眼になって捜索しているが、いまだ確保に至っていない。
使用機は「震機狼/Mirage wolf」。大型の機体に二本の斬機刀を装備したシュミクラムで、流れるように二本の刀を操りコンボを叩き込む、接近戦に特化した機体。また、現実での直樹本人も日本刀を使った二刀流剣術の達人であり、銃火器で武装したGOATの陸戦部隊に奇襲をかけて殲滅し、義体で強化された千夏までもを赤子のようにあしらってのける怪物じみた戦闘力を備えている。
州内の子沢山の家庭の長男として生を享けたものの、居住区一帯の汚染により家族は皆世を去り、直樹自身も己に残された時間が少ないことを知っている。ゆえに自らの夢として世界全体の環境浄化を強く願っており、死亡する前にアセンブラをなんとしてでも完成させるべく内心逸っている。そのため、学園編の2年ほど前に亜季に「ある事」を頼み、その結果アセンブラ開発において大幅なブレイクスルーを果たしたものの、以後直樹の周辺では恩師であり第二世代ナノマシンのパイオニアでもあった若草博士夫妻の爆死を始め、死亡者や逮捕者が相次ぐなど、悲しくも不可解な出来事が頻発するようになった。また、直樹にも狂気じみた奇妙な言動がみられるようになり、「灰色のクリスマス」直前には避難を促すような発言と事件発生を示唆するような発言とを前後して行っていたことから、それを思い返し不審に感じた千夏は直樹の行方を追っている。
バルスカ学園では、同じく星修学園の講師で、ノイとともに甲を引き込もうと色々アプローチしてくる。一番本編とのイメージが離れている人物の一人。ハックイー！！

### その他
ノイ
声 : 有栖川みや美
身長144cm　体重33kg　B68/W50/H76　血液型B型　誕生日5月29日
清城市のスラム街に居を構えているモグリの医者。表向きはアダルトショップを経営している。どう見ても子供にしか見えないが、実際は甲よりも年上。私服はゴスロリ風で、診察時にはその上に白衣を羽織る。ニンフォマニアで、その対象は男女年齢を問わない。また恋人のシゼルをはじめとして、永二や聖良、勲とも知己の関係にある。
人を食ったような言動をしばしば見せ、ときには見た目通りの幼女を装って見知らぬ他人を罠にハメるなど悪質ないたずらに及ぶこともあるが、闇医者ながら医療に関する技術や知識は本業の医者以上に高く、裏世界では名医として名を馳せている。特に人体改造やサイバネティック手術を得意とし、金次第でどのような改造でも施してくれるという評判を得ており、電脳に関しても聖良と対等に会話が出来るほどの教養を持つ。統合軍のシュミクラムを元にカスタマイズし、「ネージュ・エール」を生み出したのも彼女である。
記憶障害に陥った甲の治療を担当してくれる他、真実を追う甲に情報やアドバイスも与えてくれる。相棒は医療用マシンのイム君。手術の助手をつとめるとともに、ボディガードとしてノイに危害を加えようとする不埒な輩をスプラッタする。ちなみに、イム君はDive:Xではノイのシュミクラムとして直接戦場に出てくる。

バルスカ学園では保険医であり、お笑い好きで久利原と組んでコントをやっているが、普段は失笑すらこぼれない悲惨な出来である。甲（突っ込み）が混ざると爆笑の渦へと変わるため、引き込もうと狙っている。
橘聖良（たちばな せいら）
声 : 奥田香織
身長169cm　体重55kg　B90/W61/H89　血液型B型　誕生日2月13日
甲の叔母（母の妹）に当たり、親戚筋で甲が唯一頭が上がらない人。仮想空間に関する様々な事業を担うアーク・インダストリー社を一代で立ち上げ、巨大企業に育て上げた女傑で、史上初のセカンド。
一族最大の変人且つ天才で、ネットに関することならこの人以上に知っている人はいないと言われる程、仮想空間やAIに詳しく、亜季同様、AIの魔女（ウィッチ）と呼ばれている。AIと最初に完全な形でコンタクトを取った人物としても知られる。ノイ曰く、「その気になれば2分で世界を滅ぼせる女」とのこと。
自ら「冷たい女」と自嘲するような独特な雰囲気を持ち、人間味を感じさせないほど感情表現に乏しい性格をしているものの、甥・姪である甲や亜季には何かと目をかけ、細やかな気遣いを施している情の深い女性である。実際、学園時代は姉の忘れ形見である甲を星修学園に入学できるよう手配し、様々な事情から作中の学生複数の後見人をも務めるなど、懐も深い。また、甲の脳チップも彼女が製作したワンオフとなっている。
かつて姉の八重とともに今世紀最大のマッドサイエンティストと呼ばれるノインツェーン博士の弟子としてルネサンス計画にも参加し、研究者として多くの収穫を得ているが、その頃のことについては多くを語ろうとはしない。長年の夢として「方舟計画」なる謎のプロジェクトを進めているが全貌は秘匿されており、GOATもわずかに一部の情報を知るのみである。

バルスカ学園では学園長であり、甲らとの関係性はない。なお、転校生を含む全校生徒の顔と写真を記憶しており、生徒のことを第一に考える善人だが、やや暴走気味。
阿南よしお
声 : 熊野茶太郎
身長166cm　体重93kg　血液型A型　誕生日9月20日
清城市の現市長。
企業との癒着が度々取り沙汰されているものの、今まで一度も逮捕されたことがなく、黒い噂が絶えない政治家。学園時代には米内議員を政友とし、ともに社会の裏側で何らかの暗躍を行っていたが、現代では政敵として対立している。アセンブラの開発に関しても己の私欲を満たす目的で権力を行使して様々に干渉したことから密かに久利原から憎悪を受けていた。
現代では当初ダーインスレイヴを雇用している。無名都市に存在する違法売春施設「愛と快楽のフォーラム」のVIPメンバーでもあり、作中では極めて醜怪な性的嗜好をプレイヤーに曝け出す。また、密かにドミニオンとも繋がりを持ち、目障りなGOATを排除させるべく俗物的に立ち回っている。
原画を務めた菊池政治の一番のお気に入りキャラとのこと（「BALDR DIALOGUE」より）。
バルスカ学園では甲たちの先輩であり、親の力を振りかざすが親の前では一転気色悪い声を出す。
クゥ
声 : さくらはづき
学園時代に甲が亜季のプライベート仮想空間で出会った少女。外見年齢は甲とさほど変わらないもののその知能と人格とは幼く、意思疎通に支障をきたすほどであった。名前もまったく不明であったことから、寝息から「クゥ」と便宜的に名付けた。
甲が空と知り合ったのはクゥと面識を持った後であったため、様々な混乱を引き起こすものの、外見こそ相似してはいてもまったく別の存在であると判明。如月寮の面々とも一騒動を引き起こしながら仲良くなってゆき、甲だけでなく彼らにとっても大事な仲間となってゆく。
だが、その正体はXN-A12-X4R-S001/AN79（プロジェクトA12試作型-形式名X4R-S001番/製作者Aki・Nishinoによる79番）、つまり亜季が製作した空の模倣体かつAIの一部でもある異種知性体であった。加えて、空と対面を繰り返すにつれ互いのリンクが深化してゆき、最終的に共鳴現象を発生させて空の意識に危険な影響を及ぼしかねない状態となったことから、事態を知った聖良の命により封印された。
空が死亡した現代では、彼女の模倣体であるクゥはネットのロジック上稼働不能となっている。
エージェント
声 : さくらはづき
シナリオの随所で姿を現す、空あるいはクゥに酷似した謎の存在。グレゴリーからは「女神ソフィア」として信奉されるものの、彼女はその妄言を一蹴する。ネットのロジックを超越した能力を持ち、しばしば甲を助けるものの、目的は一切不明で、誰の代理人（エージェント）であるかも定かではなく、彼女自身も説明ができない。クゥ型デザインのNPCやその違法コピーが突如エージェントへと一時的に変化することもあり、その時のシリアルナンバーはXN-A12-X4R-S001/AN79へと変更される。
ルートが進むほどにその自我や意識は明確なものとなってゆき、声は抑揚を帯び、感情も顕になってゆく。彼女が自身が何者であるか思い出した時、またもう一体の模倣体も目覚め、ついに並行世界を束ねた最後の戦いが幕を開ける。

### ボスキャラクター
Dr.ノインツェーン（Dr.neunzehn）
身長不明　体重不明　性別：男性
22世紀最大の偉人にして狂人。セカンドやデザイナーズ・チャイルド等の現代における先端技術の基礎を築いた天才科学者にして、稀代のマッドサイエンティスト。今作における全ての元凶であるが、学園編の時点ですでに死亡している。
その正体はかつて大戦で反統合側の切り札として投入された試作情報兵器に終戦後人権が与えられたもので、バルドルシステムや有機AIとも異なる、「第三のタイプのAI」とでも呼ぶべき自律行動型生体演算システムである。
ルネサンス計画の責任者として様々な成果を残したものの、研究に伴う数々の重犯罪が発覚し逃亡。清城市地下の軍事施設遺構に潜伏して違法研究を続けていたところを当局と有志によって追い詰められ、自殺か事故かは不明ながら最終的にサイバーグノーシス主義そのままにバルドルマシンに自身を直に接続し、結果脳が焼き切れて即死した。
社会的に到底受け入れられない異質な外見と研究内容に非合法かつ猟奇的なものが多々含まれることが理由で彼に関する詳細情報は現在でも機密事項に指定されており、一部の研究成果や論文を除き（独自の概念を表すために自身が作成した特殊な記号を用いた独自の言語で論文やノートを記述していたため、その解読は死後20年余を経た現代編でもさして進んでいない）、写真や私生活の記録といった個人情報は市井においては今なお不明なままである。作中に登場する、生前のノインツェーンを知る人々も彼について語ることは一切なく、統合政府内においてすら名前を口に出すことを憚られている。逆にそれが人々の興味を刺激し、「実はノインツェーンは生存していた」という三流映画等、ゴシップ関連ではすでに定番の怪人物となっている。菜ノ葉の「宇宙怪獣を量産したり、惑星破壊爆弾を密造したり、世界中に秘密基地を作って戦闘員が遊園地襲って…！」という発言が一般層の彼に関する知識を明確に示している。
六条クリス
声 : 鶴屋春人
身長164cm　体重47kg　B87/W52/H83　血液型AB型　誕生日5月24日　※DiveXのみ登場
冷静沈着で穏やかな性格をした鳳翔学園の生徒会長。デザイナーズ・チャイルドでありながらセカンドでもあり、ジルベルトですら正面切って彼女に逆らうことはない。軽度の電脳症を患っている。
ドミニオンのシュミクラムに襲われていたところを甲に助けられ、以後鳳翔との揉め事を仲裁するなど様々に恩を返しながら次第に甲と親密になってゆく。一方で、ドミニオンと関わったことにより彼女の家族が離散したことや、彼女が亡くなった祖父を深く敬愛していること、またアーク社になんらかの不信感を抱いていることも明かされてゆく。やがて彼女の言動は狂気じみた様相を帯びてゆき、その真の望みが明かされた時、甲と彼女は互いの命をかけて対峙することとなる。
使用機は「グリムバフォメット/Grim Baphomet」。格闘（チェーンソー型）と射撃（ニードル型）の2形態を切り替えられるテクニカル機体。フォースクラッシュも形態にあわせて異なる技を発動させることができる。

## スタッフ
- 企画：戯画 TEAM BALDRHEAD
- シナリオ：卑影ムラサキ with 企画屋（Dive1、Dive2、DiveX）、尾ノ上咲太（DiveX）、春日森（DiveX）、速水漣（DiveX）、阿風梨々亜（DiveX）、笠井翔（DiveX）、大樹連司（DiveX）、夏葉薫（DiveX）、ののたん（DiveX）、山科菊助（DiveX）、科（ZERO）
- 原画：菊池政治（Dive1、Dive2、DiveX）、綱島志朗（ZERO）
- BGM：TGZ SOUNDs（SHIM）、Barbarian On The Groove、LittleWing
- 主題歌：I've、Barbarian On The Groove
- オープニングムービー：神月社（Mju:z）
- エンディングムービー：癸乙夜（Mju:z）

## 主題歌
Dive1 オープニングテーマ「Restoration 〜沈黙の空〜」
作詞・歌：KOTOKO / 作曲・編曲：C.G mix
Dive1 挿入歌「パラダイムシフト」
作詞：wight / 作曲・編曲：mo2 / 歌：Barbarian On The Groove feat. 片霧烈火
Dive2 オープニングテーマ「jihad」
作詞・歌：KOTOKO / 作曲：C.G mix / 編曲：C.G mix、尾崎武士
Dive2 エンディングテーマ「Nano Universe」
作詞・作曲・編曲：wight / 歌：Barbarian On The Groove feat. 片霧烈火
DiveX オープニングテーマ「楽園のメタファー」
作詞：wight / 作曲・編曲：syow / 歌：Barbarian On The Groove feat. 片霧烈火
DiveX エンディングテーマ「Across the Destiny」
作詞・歌：仲村芽衣子 / 作曲・編曲：水夏える
ZERO オープニングテーマ「WING OF ZERO」
作詞・歌：KOTOKO / 作曲・編曲：高瀬一矢
ZERO エンディングテーマ「Re.Pray」
作詞・歌：theta / 作曲・編曲：羽鳥風画
ZERO2 オープニングテーマ「Reboot oN/↓0」
作詞・歌：KOTOKO / 作曲：C.G mix / 編曲：C.G mix、高瀬一矢
ZERO2 エンディングテーマ「征野にて誓う」
作詞・歌：片霧烈火 / 作曲・編曲：たくまる

## 関連アイテム
- BALDR SKY Another Days（ハーヴェスト出版より刊行されている小説 ISBN 978-4-434-13828-7）
- BALDR SKY ビジュアルファンブック（TECHGIAN STYLE）